# Robert Eberan von Eberhorst
 (avril 2011).
Si vous disposez d'ouvrages ou d'articles de référence ou si vous connaissez des sites web de qualité traitant du thème abordé ici, merci de compléter l'article en donnant les références utiles à sa vérifiabilité et en les liant à la section « Notes et références ».
Le Dr Robert Eberan von Eberhorst, né le 23 octobre 1902 à Vienne en Autriche-Hongrie et mort le 14 mars 1982 à Vienne en Autriche est un ingénieur automobile autrichien. Il a notamment réalisé l'Auto Union Type D.

## Biographie
Né dans la noblesse autrichienne, la famille raccourcit son nom quand la noblesse est abolie en Autriche en 1918. Il étudie à l'Université Technique de Vienne jusqu'en 1927, date à laquelle il rejoint l'Institut pour la Recherche Automobile à l'Université Technique de Dresde en tant qu'assistant. En 1933, le Dr Ferdinand Porsche le persuade de se joindre à Auto Union en tant que directeur du service de recherche expérimentale dans le département course.

## L'Auto Union Type D
La conception de l'Auto Union Type D, l'une des Flèches d'Argent relève de son travail. Avec une cylindrée de trois litres, conforme à la règlementation alors en vigueur, le V12 suralimenté en position centrale arrière développait 480 ch (360 kW), a contribué aux victoires en Grand Prix de la monoplace aux mains de Tazio Nuvolari et Hermann Paul Müller. Eberan Von Eberhorst est fortement impliqué dans les essais initiaux de chaque nouvelle voiture de course, l'élaboration d'un instrument d'enregistrement de bord à des paramètres comme la vitesse de la voiture, la vitesse du moteur, les changements de vitesse et les points de freinage. Il obtient son doctorat en 1940 et, dès 1941 est nommé à un poste de professeur à l'Université Technique de Dresde.

## Pendant la Seconde Guerre mondiale
Pendant la Seconde Guerre mondiale il est impliqué dans la conception du panzer Tiger I et dans les essais préliminaires des roquettes V1 et V2.

## Après la Seconde Guerre mondiale
Peu après la fin de la guerre, en 1947, il travaille avec Ferry Porsche (fils de Ferdinand) dans une ancienne scierie de Gmünd en Autriche sur le projet 356 qui deviendra plus tard la Porsche 356.
Après la guerre, l'italien Piero Dusio décide de construire des voitures de course et engage les ingénieurs Dante Giacosa et Giovonni Savonuzzi, issus de Fiat et Piero Taruffi pour diriger l'équipe de course. Au moment de s'engager en compétition Carlo Abarth et Robert Eberan von Eberhorst sont mis a contribution. Le projet est tué dans l'œuf, le moteur conçu devant être un Flat-12 à quatre arbres à cames suralimentation, les quatre roues motrices ainsi que les exigences habituelles d'Eberan von Eberhorst pour les gabarits appropriés, les bancs d'essai et l'outillage font de ce projet un échec. Son point de vue était que les courses sont plus facilement perdues sur les bancs d'essai, qu'ils ne peuvent être gagnés sur les pistes.
Eberhorst était désormais reconnu comme l'un des ingénieurs automobile de premier plan dans le monde. En 1949 il déménage pour Dunstable et travaille pour ERA comme sur le Jowett sur le châssis de la Jupiter, puis dès 1950 il conçoit pour Aston Martin des voitures de sport dédiées à la course pure comme la DB3, sa mission étant de produire une voiture qui serait assez rapide pour donner au 6 en ligne de 2,6 litres une chance de remporter des victoires au classement général. Alors qu'il travaille chez Aston Martin, Robert Everan von Eberhorst publie un article sur l'ingénierie automobile intitulé Roll Angles. Cette étude théorique fait suite à l'article de Maurice Olley Road Manners of the modern car. Olley, ex-ingénieur de Rolls-Royce Olley et Eberhorst sont alors deux des très rares ingénieurs capables de définir mathématiquement les facteurs essentiels dans le traitement des voitures. Les contributions d'Eberhorst étant de montrer comment les constantes de plusieurs équations complexes Olley pourraient être établie expérimentale.
En 1953 Eberhorst retourna en Allemagne en tant que directeur général pour le développement technique à une relance d'Auto Union. En 1956, il s'installe à l'Institut Battelle à Francfort en tant que chef du département mécanique et quatre ans plus tard, il assume la responsabilité de diriger la recherche sur les pour les moteurs à combustion et les recherches sur l'ingénierie automobile à l'université de Vienne. Il prend sa retraite en 1965 tout en continuant de rédiger d'importants documents techniques. Il meurt en 1982 dans sa ville natale de Vienne.